# 디지털 경제 동반자 협정
디지털 경제 동반자 협정(Digital Economy Partnership Agreement, DEPA)은 디지털 무역을 촉진하고 디지털 경제를 위한 프레임 워크를 만들기 위한 새로운 유형의 무역 협정을 나타내며 칠레, 뉴질랜드 및 싱가포르의 공동 이익에서 탄생했다.
이 계약은 2020년 6월 12일에 사실상 서명되었다 한국은 2021년 9월 13일에 가입 의사를 밝히며 가입 절차를 시작하였고 2023년 6월 9일에 최종적으로 가입하였다. 중국은 2021년 10월 31일에 참여를 요청했고 공식적인 가입 절차는 2022년 8월 18일에 시작되었다 캐나다는 2022년 3월 22일 공식 가입 절차를 시작하였다.

## 가입 국가
- 뉴질랜드 (2020)
- 싱가포르 (2020)
- 칠레 (2020)
- 대한민국 (2023)